# Emily Browning
Emily Jane Browning (Melbourne, 7 de dezembro de 1988) é uma atriz e modelo australiana que ganhou notoriedade ao interpretar a órfã Violet Baudelaire, uma dos três protagonistas do longa Desventuras em Série (2004), filme que fora baseado nos livros do autor Lemony Snicket; e ao interpretar Babydoll, uma paciente de um hospício, no longa Sucker Punch (2011).

## Biografia
Browning nasceu em Melbourne. É filha de Andrew e Cheri Browning. Tem dois irmãos mais novos, Nicholas (nascido em 1995) e Matthew (nascido em 1997). Browning sempre foi interessada em artes, como literatura Inglesa, fotografia e design eram suas matérias preferidas na escola.
Ela é pescetariana (não chega a ser vegetariana, pois, apesar de não comer qualquer tipo de carne, ela apenas come peixes e frutos do mar). Disse que aprendeu o sotaque americano ao assistir Sesame Street quando criança.

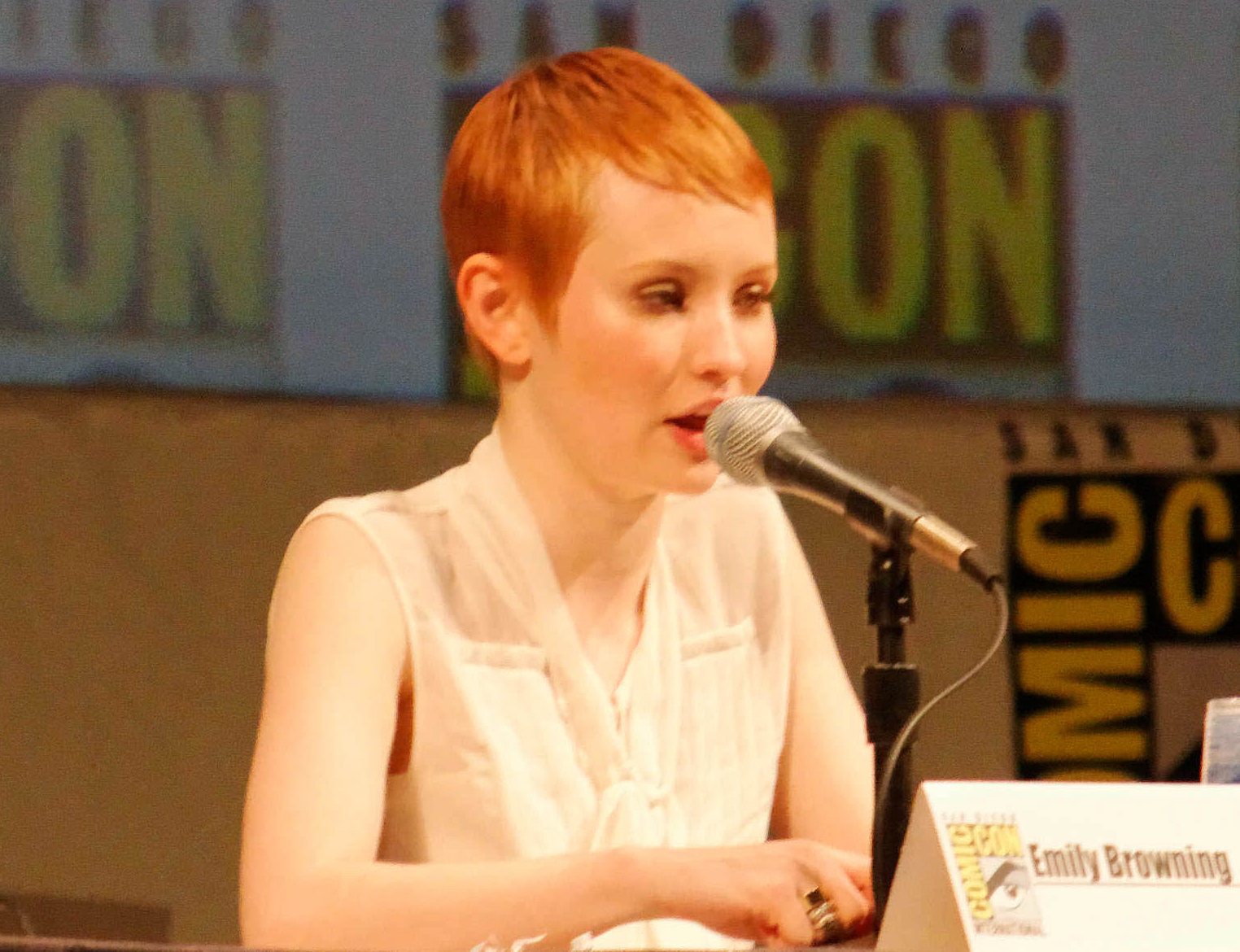
Emily em San Diego na Califórnia

## Carreira
Começou a atuar aos 8 anos, queria ser designer de moda quando era pequena, mas foi notada por um professor durante uma peça na escola que disse ao seu pai que ela deveria ter a atuação como profissão.
Sua estréia como atriz ocorreu em 1998 em um telefilme australiano chamado The Echo of Thunder. Outros papéis em produções australianas seguiram esse, incluindo participações recorrentes nos seriados Blue Heelers (2000-2002) e Something in the Air (2000-2001).
Em 2001, fez sua estreia no cinema ao interpretar a filha de Billy Connolly em The Man Who Sued God. Após debutar no cinema, obteve seu primeiro papel de destaque no filme de terror Ghost Ship (2002), no qual usou pequenos pesos para que seu vestido não flutuasse sobre o seu rosto na cena subaquática. No mesmo ano ela ganhou o prêmio de melhor atriz juvenil no Australian Film Institute Awards por sua atuação  em uma série. Em 2003 apareceu no filme Ned Kelly, junto com Heath Ledger e Orlando Bloom.
Em seguida se reuniu ao Billy Connolly mais uma vez no filme Desventuras em Série onde interpretou Violet Baudelaire. Durante o filme tinha medo de ser demitida por rir muito das brincadeiras de Jim Carrey. Ela precisava usar saltos altos para seu traje, porque Liam Aiken era muito mais alto do que ela.
Apareceu no video musical, "Light Surrounding You", da banda Evermore em 2006, e no clipe da música "Take Shelter", do trio britânico Years & Years em 2014.
Após se graduar, retornou aos cinemas com o filme The Uninvited (2009), um remake do filme sul-coreano A Tale of Two Sisters (2003). Browning também substituiu Mia Wasikowska no longa Sleeping Beauty (2011), filme que marcou a estréia de Julia Leigh como cineasta.
Foi convidada para interpretar a protagonista, Isabella Swan, na adaptação para os cinemas do livro Crepúsculo, porém, ela recusou, afirmando que atrapalharia os estudos e estava cansada, pois acabara de terminar as gravações de The Uninvited (2009).
Entrou para o elenco de Sucker Punch, depois que Amanda Seyfried foi forçada a abandonar o papel devido a problemas de agenda.
Em 2017, conseguiu um papel fixo na série  American Gods como Laura Moon, uma escolha aprovada pelo autordo livro, Neil Gaiman.
A atriz foi classificada como número 94 na FHM (Singapura), lista das "100 mulheres mais sensuais" de 2011. Ficou na 4.ª posição na publicação dos 100 rostos famosos mais bonitos de todo o mundo, feita pelo The Independent, em 2011.

## Filmografia

### Filme
| Ano  | Título                                          | Papel                |
| ---- | ----------------------------------------------- | -------------------- |
| 2001 | The Man Who Sued God                            | Rebecca Myer         |
| 2002 | Ghost Ship                                      | Katie Harwood        |
| 2003 | Darkness Falls                                  | Caitlin Greene jovem |
| 2003 | Ned Kelly                                       | Grace Kelly          |
| 2004 | Lemony Snicket's A Series of Unfortunate Events | Violet Baudelaire    |
| 2006 | Stranded                                        | Penny                |
| 2009 | The Uninvited                                   | Anna Ivers           |
| 2011 | Sucker Punch                                    | Babydoll             |
| 2011 | Sleeping Beauty                                 | Lucy                 |
| 2013 | Magic Magic                                     | Sarah                |
| 2013 | The Host                                        | Wanda/Peg            |
| 2013 | Summer in February                              | Florence Carter-Wood |
| 2013 | Plush                                           | Hayley               |
| 2014 | God Help the Girl                               | Eve                  |
| 2014 | Pompeii                                         | Cassia               |
| 2015 | Shangri-La Suite                                | Karen Bird           |
| 2015 | Legend                                          | Frances Shea         |
| 2017 | Golden Exits                                    | Naomi                |
| 2022 | Monica                                          | Laura                |

### Televisão
| Ano       | Título               | Papel            | Nota                              |
| --------- | -------------------- | ---------------- | --------------------------------- |
| 1998      | The Echo of Thunder  | Opal Ritchie     | Telefilme                         |
| 1999      | High Flyers          | Phoebe Mason     | 26 episódios                      |
| 2000      | Thunderstone         | Clio             | 13 episódios, 2000                |
| 2000      | Something in the Air | Alicia           | 5 episódios, 2000-2001            |
| 2001      | Blonde               | Fleece           | Minissérie                        |
| 2001      | Halifax f.p.         | Christy O'Connor | 1 episódio, 2001                  |
| 2002      | Blue Heelers         | Hayley Fulton    | 9 episódios, 2000-2002            |
| 2003      | After the Deluge     | Maddy            | Telefilme                         |
| 2017-2021 | American Gods        | Laura Moon       | Elenco fixo                       |
| 2018–2019 | The Affair           | Sierra           | Papel recorrente (temporadas 4–5) |
| 2023      | Class of '07         | Zoe              | Elenco fixo                       |

### Videoclipes
| Ano  | Título                   | Artista       |
| ---- | ------------------------ | ------------- |
| 2006 | "Light Surrounding You"  | Evermore      |
| 2013 | "No Matter What You Say" | Imperial Teen |
| 2014 | "Take Shelter"           | Years & Years |

## Discografia
| Ano  | Título                                              | Álbum             |
| ---- | --------------------------------------------------- | ----------------- |
| 2011 | "Sweet Dreams (Are Made of This)"                   | Sucker Punch      |
| 2011 | "Where Is My Mind?" (Yoav com Emily Browning)       | Sucker Punch      |
| 2011 | "Asleep"                                            | Sucker Punch      |
| 2013 | "Introdubtion"                                      | Plush             |
| 2013 | "Close Enough to Kill"                              | Plush             |
| 2013 | "Half of Me"                                        | Plush             |
| 2013 | "The Look in Your Eye" (Jack Version)               | Plush             |
| 2013 | "Half of Me" (Enzo Remix) (com Thomas Dekker)       | Plush             |
| 2014 | "Act of the Apostle"                                | God Help the Girl |
| 2014 | "Pretty When the Wind Blows"                        | God Help the Girl |
| 2014 | "God Help the Girl"                                 | God Help the Girl |
| 2014 | "The Psychiatrist Is In"                            | God Help the Girl |
| 2014 | "If You Could Speak" (com Hannah Murray)            | God Help the Girl |
| 2014 | "Perfection as a Hipster" (com Neil Hannon)         | God Help the Girl |
| 2014 | "Come Monday Night"                                 | God Help the Girl |
| 2014 | "I'm Not Rich" (com Hannah Murray e Olly Alexander) | God Help the Girl |
| 2014 | "I'll Have to Dance with Cassie"                    | God Help the Girl |
| 2014 | "Musician, Please Take Heed"                        | God Help the Girl |
| 2014 | "Down and Dusky Blonde" (com Hannah Murray)         | God Help the Girl |
| 2015 | "I Don't Want to Die"                               | Shangri-La Suite  |

## Vida pessoal
Browning teve uma pausa na atuação a fim de completar sua educação em Eltham High School, onde ela concluiu o exame e recebeu o seu Certificado Vitoriano de Educação em novembro de 2006. Browning já estive em um relacionamento com o ator australiano Xavier Samuel.